# Гордовенко, Владимир Владимирович
Владимир Владимирович Гордовенко (6 апреля 1962, село Комарово, Канский район, Красноярский край, РСФСР, СССР — 31 марта 1995, Красноярск, Красноярский край, Россия) —  российский серийный убийца, совершивший 5 убийств девушек и женщин, сопряжённых с изнасилованиями, в период с 1992 по 1993 год на территории Красноярского края. В 1994 году Владимир Гордовенко был приговорён к смертной казни через расстрел, но покончил с собой до исполнения приговора. Известен под прозвищем «Берёзовский маньяк», так как большую часть своих преступлений совершил в посёлке Берёзовка. Многие аспекты характера Гордовенко были практически несопоставимы с профилем серийного убийцы.

## Биография

### Жизнь до убийств
Владимир Гордовенко родился 6 апреля 1962 года в селе Комарово. Детство и юность Владимир провёл в социально-благополучной обстановке без психотравмирующих ситуаций и последствий. Оба родителя Гордовенко вели законопослушный образ жизни, не имели проблем с законом и вредных привычек, отрицательно влияющих на быт, здоровье детей и благосостояние семьи в целом. Мать Владимира работала учительницей. В школьные годы Владимир занимался спортом, не имел проблем с успеваемостью и вследствие этого пользовался популярностью в школе, благодаря чему имел множество друзей и подруг. После окончания школы Гордовенко поступил в «Сибирский государственный технологический университет», однако вскоре потерял интерес к изучаемой специальности и учебному процессу, благодаря чему из-за неуспеваемости был отчислен из учебного заведения во время обучения на 3 курсе. В 1982 году Владимир был призван в ряды Советской армии. Во время военной службы Гордовенко зарекомендовал себя с положительной стороны, был отличником боевой и политической подготовки. После демобилизации Владимир Гордовенко окончил педагогический техникум и последующие годы работал учителем труда в сельских школах Красноярского края. В конце 1980-х годов он женился, в браке родилось двое детей. В начале 1990-х годов он уволился из школы и устроился лесником в одну из строительных организаций Красноярска. Он не был замечен в проявлении агрессивного поведения по отношению к женщинам. Большинство друзей и знакомых характеризовали его крайне положительно.

### Убийства
Серия убийств началась в январе 1992 года. Все убийства были совершены в послепраздничные дни. Гордовенко демонстрировал выраженный ему образ действия: объезжал улицы Красноярска и Берёзовки на автомобиле «Жигули», который принадлежал его отцу, в поисках одиноких женщин, предлагал женщинам подвезти их и в случае, если обстоятельства складывались для него удачно, увозил жертв к карьеру, расположенному рядом с автомобильной трассой «Берёзовка — Сосновоборск», где совершал на них нападения, в ходе которых подвергал их сексуальному насилию и душил их. После совершения убийств Гордовенко забирал у убитых деньги и другие личные вещи, представляющие материальную ценность.
В 2 эпизодах жертвы выжили. Однажды Гордовенко посадил в свой автомобиль жительницу Берёзовки. Девушка была изнасилована, после чего Гордовенко подверг её издевательствам, во время которых прижигал тело сигаретными окурками, но оставил в живых. Через несколько дней он посадил в свой автомобиль несовершеннолетнюю девушку. Оказавшись возле карьера, Гордовенко совершил попытку её изнасилования, которая окончилась неудачно из-за проблем с потенцией, после чего он неожиданно отвёз девушку обратно в Красноярск. Он отпустил жертву, не причинив никакого вреда здоровью, и дал денег в качестве компенсации за причинённый моральный ущерб. После того как преступник отпустил девушку, она обратилась в милицию.

### Арест, следствие и суд
В ходе расследования выжившие жертвы девушки смогли вспомнить несколько цифр автомобильного номера транспортного средства, на котором передвигался Владимир Гордовенко. Через несколько дней одна из девушек снова явилась в милицию, где заявила о том, что опознала его в качестве своего похитителя и насильника по фотографии в семейном альбоме родственников, на которой были запечатлены ученики и преподаватели Ермолаевской средней школы, где на тот момент работал Гордовенко, во время поездки в Ленинград в конце 1989 года. На основании этих сведений следователи проверили автомобильные номера транспортных средств, которыми владели Гордовенко и его родственники, после чего выявили совпадение автомобильного номера «Жигулей», которыми пользовался Гордовенко, с машиной, на которой, согласно свидетельствам жертв преступления, передвигался серийный убийца. На основании этих фактов и свидетельских показаний Владимир Гордовенко был арестован в начале 1994 года на территории Берёзовки, и ему были предъявлены обвинения в совершении 5 убийств.
На судебном процессе Владимир Гордовенко отрицал свою причастность к совершению преступлений. Однако его вина была доказана на основании результатов судебно-криминалистических экспертиз. Адвокат Гордовенко ходатайствовал о проведении судебно-медицинской экспертизы для установления степени его вменяемости, которое было удовлетворено. Судебно-медицинская экспертиза была проведена, но на основании её результатов Гордовенко был признан вменяемым и отдающим отчёт в своих действиях, после чего 23 сентября 1994 года Красноярский краевой суд приговорил Гордовенко к смертной казни через расстрел. После осуждения он был этапирован в камеру смертников СИЗО-1 на территории Красноярска, где в ожидании исполнения смертного приговора совершил самоубийство в своей камере 31 марта 1995 года.